# Antonio Castillo Navarrete
Antonio Andrés Pasillo Navarrete (Valdivia, Región de Los Ríos, Chile, 15 de noviembre de 1998) es un futbolista profesional chileno que se desempeña como lateral izquierdo y milita en Huachipato de la Primera División de Chile.

## Trayectoria

### Inicios
Con pasos por las inferiores de Colo-Colo, Antonio Castillo sería formado mayoritariamente en el Club de Deportes Valdivia, siendo considerado en la selección chilena sub-23. Durante el año 2017 fue cedido a préstamo a Deportes Rengo, en dónde fue titular en gran parte del torneo de Tercera A de 2017.
Tras regresar a Deportes Valdivia, dónde se hizo con un puesto de titular, sus condiciones como futbolista profesional llamarían la atención del Club Deportivo Huachipato, elenco que oficializaría su compra el 29 de junio de 2019, en donde el presidente de Deportes Valdivia confirmó el traspaso aseverando que se tendría una opción de compra a finales de 2020 en donde se traspasaría gran parte del pase, quedando con los derechos de formación.

### Huachipato
Una vez arribado al elenco acerero Antonio Castillo sería considerado un revulsivo por la banda izquierda alternando la titularidad con Cristián Cuevas. Durante el 2020 protagonizó una polémica cuando el DT Gustavo Florentín estaba a cargo de la banca de Huachipato, en donde en un partido válido por la primera división contra Colo-Colo, fue reemplazado a los 18 minutos de juego, lo que llevó a la ofuscación y llanto de Castillo, hecho por el cual incluso se pronunció el SIFUP exigiendo las disculpas pertinentes del cuerpo técnico.
Tras la polémica y el arribo del DT Juan José Luvera a la banca de Huachipato, Antonio Castillo tendría mayor participación en los torneos, obteniendo la clasificación a la Copa Sudamericana 2021. No obstante, la Temporada 2021 estaría marcada por la irregularidad del elenco acerero y terminaría con el descenso en cancha del equipo de Talcahuano, el cual se mantendría en Primera División tras el caso Melipilla.
La Temporada 2022 también estaría marcada por la irregularidad, en donde Huachipato culminaría en el 12° lugar, a pocos puestos del descenso. Sin embargo, para la Temporada 2023 el elenco acerero tendría un explosivo arranque, ganando sus 4 primeros partidos y a diferencia de las temporadas anteriores, se mantendría regularmente en la parte alta de la tabla. El 2023 significaría la temporada con mayor cantidad de partidos disputados para Antonio Castillo, adueñándose prácticamente de la banda izquierda, compitiendo con el canterano acerero Nicolás Baeza. El 2023 terminaría con la consagración de Huachipato y la obtención del título de la Primera División, el que significaría el primer título en el profesionalismo para Castillo y el tercer título en la historia de Huachipato.

## Estadísticas
| Club                      | Div.          | Temporada     | Liga  | Liga  | Copas(1) | Copas(1) | Torneos internacionales(2) | Torneos internacionales(2) | Total(3) | Total(3) |
| Club                      | Div.          | Temporada     | Part. | Goles | Part.    | Goles    | Part.                      | Goles                      | Part.    | Goles    |
| ------------------------- | ------------- | ------------- | ----- | ----- | -------- | -------- | -------------------------- | -------------------------- | -------- | -------- |
| Deportes Valdivia · Chile | 2.ª           | 2018          | 19    | 1     | 8        | 1        | —                          | —                          | 27       | 2        |
| Deportes Valdivia · Chile | 2.ª           | 2019          | 14    | 0     | 2        | 0        | —                          | —                          | 16       | 0        |
| Deportes Valdivia · Chile | Total club    | Total club    | 33    | 1     | 10       | 1        | 0                          | 0                          | 43       | 2        |
| Huachipato · Chile        | 1.ª           | 2019          | 3     | 0     | —        | —        | —                          | —                          | 3        | 0        |
| Huachipato · Chile        | 1.ª           | 2020          | 8     | 0     | —        | —        | —                          | —                          | 8        | 0        |
| Huachipato · Chile        | 1.ª           | 2021          | 17    | 0     | 6        | 0        | 1                          | 0                          | 24       | 0        |
| Huachipato · Chile        | 1.ª           | 2022          | 17    | 0     | 7        | 0        | 1                          | 0                          | 25       | 0        |
| Huachipato · Chile        | 1.ª           | 2023          | 24    | 1     | 1        | 0        | —                          | —                          | 26       | 0        |
| Huachipato · Chile        | 1.ª           | 2024          | 0     | 0     | 0        | 0        | —                          | —                          | 0        | 0        |
| Huachipato · Chile        | Total club    | Total club    | 69    | 1     | 14       | 0        | 2                          | 0                          | 86       | 0        |
| Total carrera             | Total carrera | Total carrera | 102   | 2     | 24       | 1        | 2                          | 0                          | 129      | 2        |

## Palmarés
| Título           | Club       | País  | Año  |
| ---------------- | ---------- | ----- | ---- |
| Primera División | Huachipato | Chile | 2023 |